# Allocosa tenebrosa
Allocosa tenebrosa este o specie de păianjeni din genul Allocosa, familia Lycosidae. A fost descrisă pentru prima dată de Thorell, 1897.
Este endemică în Myanmar. Conform Catalogue of Life specia Allocosa tenebrosa nu are subspecii cunoscute.